# Reshma Aur Shera
 (mars 2025).
Si vous disposez d'ouvrages ou d'articles de référence ou si vous connaissez des sites web de qualité traitant du thème abordé ici, merci de compléter l'article en donnant les références utiles à sa vérifiabilité et en les liant à la section « Notes et références ».
Pour plus de détails, voir Fiche technique et Distribution.
Reshma Aur Shera est un film policier hindi de 1971 produit et réalisé par Sunil Dutt et mettant en vedette Waheeda Rehman dans le rôle de Reshma et Sunil Dutt dans celui de Shera.
Il met également en vedette Vinod Khanna, Amitabh Bachchan, Raakhee, Ranjeet, K.N. Singh, Jayant et Amrish Puri dans des rôles de soutien. Le fils de Sunil Dutt, Sanjay Dutt, qui avait 12 ans à l'époque, apparaît brièvement en tant que chanteur de Qawwali dans sa première apparition au cinéma.

## Synopsis
Dans le contexte du Rajasthan, Reshma (Rehman) et Shera (Dutt) s'aiment au milieu d'une violente querelle entre leurs clans. Lorsque leurs familles découvrent leur relation, Chotu (Bachchan), le frère muet et tireur d'élite de Shera, exécute les ordres de son père Sagat Singh (Jayant) de tuer le père de Reshma (K.N. Singh) et son frère récemment marié Gopal (Ranjeet). Incapable de supporter le chagrin de la veuve de Gopal (Raakhee), Shera tue son propre père, persuadé qu'il a réellement appuyé sur la gâchette. Après cette tragédie, la querelle entre les familles de Reshma et Shera se terminera par une nouvelle tragédie, car les malentendus conduiront à davantage d'effusions de sang entre les clans.
Shera jure de tuer Chotu et de protéger la famille de Reshma. Shera part à la recherche de Chotu, qui se cache dans la maison de Reshma et cherche sa protection. Le point culminant du film est lorsque Shera attend devant la maison de Reshma pour tuer Chotu. À ce moment-là, Chotu et Reshma sortent de la maison en tant que couple marié. Shera remarque le Sindoor sur le front de Reshma et se rend compte qu'il ne peut pas tuer Chotu puisqu'il est désormais son mari, mettant ainsi fin à l'effusion de sang. Dans son chagrin, Shera met fin à ses jours en utilisant son fusil, tout comme Reshma s'effondre après avoir supplié le ciel de lui prendre la vie, son cadavre tombant sur celui de Shera. Alors que les deux amants gisent morts dans le désert, une tempête de vent s'en prend et enterre leurs corps dans le sable.

## Fiche technique
- Titre original : Reshma Aur Shera
- Titre original en hindi : रेशमा और शेरा
- Langue : Hindi
- Réalisateur : Sunil Dutt
- Pays :  Inde
- Dates de sortie : 23 juillet 1971 (Inde)
- Durée : 158 min

## Distribution
- Waheeda Rehman : Reshma[2]
- Sunil Dutt : Shera
- Amitabh Bachchan : Chhotu[3]
- Vinod Khanna : Vijay
- Raakhee : la belle-soeur de Reshma
- Ranjeet : Gopal
- Jayant : Sagat Singh
- K.N. Singh : Chaudhary
- Amrish Puri : Rehmat Khan
- Sanjay Dutt : chanteur de Qawwali
- Naval Kumar : Jagat Singh

## Musique
| No. | Chanson                 | Chanteur        |
| --- | ----------------------- | --------------- |
| 1   | Tu Chanda               | Lata Mangeshkar |
| 2   | Main Aaj Pawan Mein     | Lata Mangeshkar |
| 3   | Tauba Tauba Meri Tauba  | Asha Bhosle     |
| 4   | Jab Se Lagan Lagaayi Re | Asha Bhosle     |
| 5   | Zaalim Meri Sharaab     | Manna Dey       |
| 6   | Nafrat Ki Ek Hi Thokar  | Manna Dey       |
| 7   | Ek Meethi Si Chubhan    | Lata Mangeshkar |

## Distinctions
Le film a été présenté en sélection officielle en compétition lors de la Berlinale 1972. Il a également reçu deux National Film Awards : meilleure actrice pour Waheeda Rehman et meilleure direction musicale.